# Кухня мая

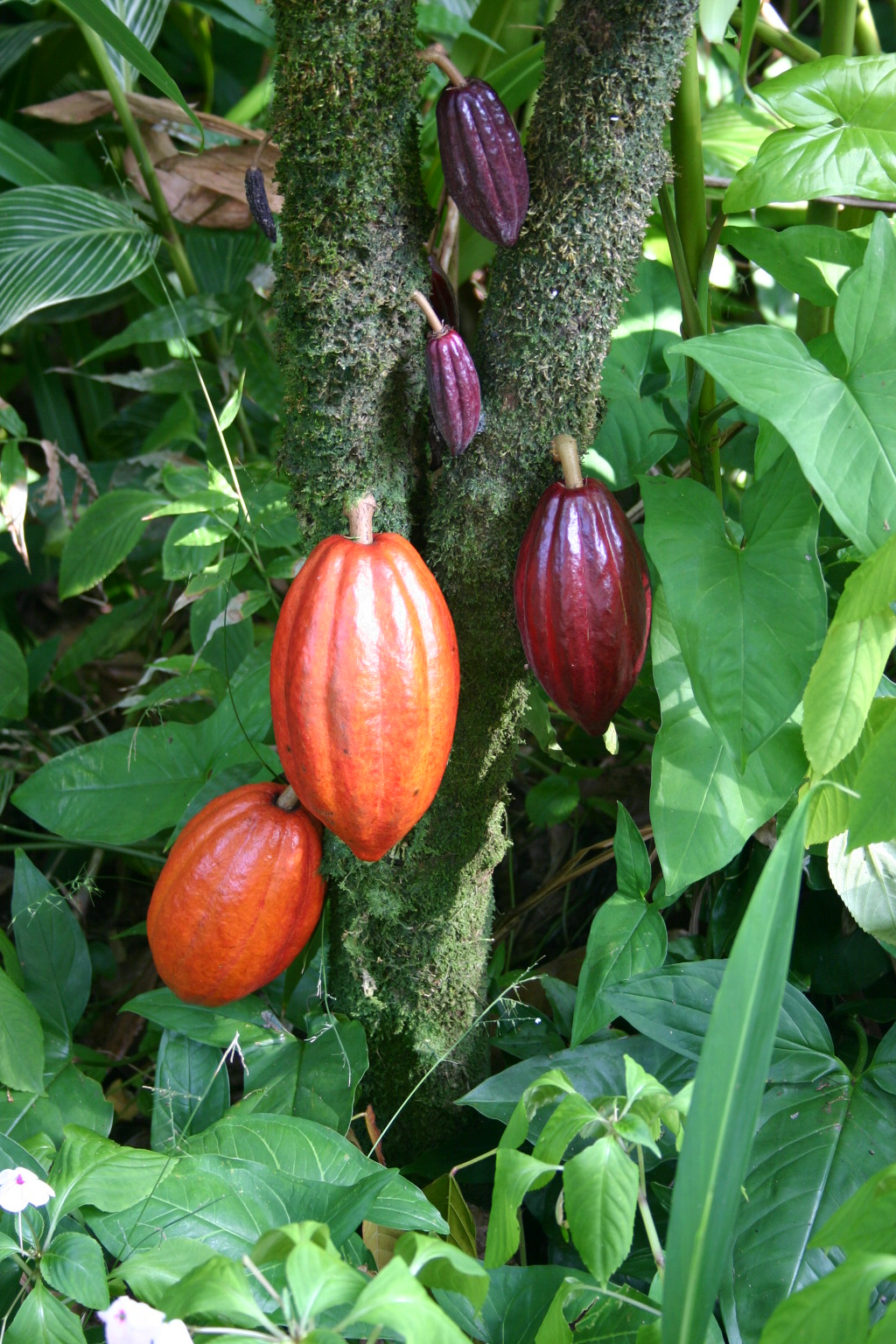
Theobroma cacao

Кухня мая — перелік страв і харчів, технік їхнього приготування, які застосовувалися давніми мая в часи існування їхньої цивілізації. Основу становила рослинна їжа. Харчування різних верств населення відрізнялася одне від одного. Вплинуло на існування юкатанської, гватемальської та сальвадорської кухні.

## Основні страви

### Маїс
Основу харчування у мая становила кукурудза. З неї готували рідкі каші різного виду — uk za, coppen, za, zaca, izul, ul; коржі — прості та дорожні (uah, pet uah, nech). Доволі популярним був дорожній корж-nech. На святах готували своєрідну піну з мелених кукурудзи і какао.
Для цього жінки клали кукурудзяні зерна на ніч у воду з вапном, щоб вони розмокли і зробилися м'якими. Вранці відокремлювали шкурку, і розм'якшені зерна розмелювали на метате за допомогою мано. З отриманої маси і виготовлялися страви.
Частою практикою було створення тіста з маїсу, куди потім додавали фарш з овочів, бульб, риби або м'яса. Сьогодні ці страви популярні в Латинській Америці під загальною назвою тамале.

### Інша рослинна їжа
Вареними, печеними, сушеними або смаженими вживали маніоку, хікаму, батат (різні сорти — прісного до сильно солодкого — для різних страв), гарбузи та кабачки (останні зазвичай смажили). Подрібнену і висушену м'якоть маніока перетирали на борошно і пекли коржі. Боби варили із перцевим соусом. Делікатесом вважалися смажені квіти гарбузів. З амарантових зерен готували коржі, земляні горіхи (арахіс) вживали смаженими або сирими, споживали обробленими та сирими томати, серцевину молодих пагонів пальм.
З агави готували численні страви, на думку дослідників близько 30 (з самих плодів, коріння, стебла). Мая вживали багато фруктів та ягід, що вирощували у полях та своїх садках.

### Риба
На морському узбережжі індіанці мая ловили рибу (кефаль, тунець, акула, дельфін) і черепах. У річищах прісноводних річок збирали молюсків. Рибу і черепах в'ялили і солили, щоб зберегти довше. Також рибу пекли, сушили, смажили та варили. Часто з бульбами та овочами. Додавали також маїс, квасолю і картоплю.

### М'ясо
Готували одомашнених тварин і птахів (собака, індик, качка), їли м'ясо добутих на полюванні тварин (оленя, кролика, ігуани, опосума, броненосця, пекарі, мавпи, ламантина, тапіра, окремі види змій та ін.) і птахів, рибу, крабів, равликів і різних молюсків. М'ясо зазвичай тушкувалось, а приправою слугували овочі. Зазвичай простолюдини не мали доступу до м'яса, це був скоріше привілей знаті, жерців, військовиків та володарів.
З великим задоволенням поглиналися гусениці, що живуть на кактусі. Коників і сарану кип'ятили в жирі, знімали хітинові частини, що піднімались вгору, і вживали. Мешканці плоскогір'я збирали на озерах яйця одного з видів москітів і їли наче ікру.

## Мед
Вживався в їжу бджолиний мед. Один з видів бджіл влітку запасав у своїх шлунках мед; їх їли живими, як солодке. Цей мед, за свідченням іспанських хроністів, володів особливим смаком. Вживався мед домашніх та диких бджіл.

## Спеції та приправи
Для зберігання свіжих продуктів в умовах спекотного клімату застосовували сіль та прянощі. Широко вживалися ваніль, коріандр, перець, амарант, шавлія, і деякі квіти. Популярними у мая були соуси ачіоте (з розмелених насіння аннато) і гуакамоле.

## Вживання їжі
Сніданок був легким. Вранці зазвичай пили теплий напій з маїсового борошна з додаванням перцю, ванілі або фруктами (атоле), а протягом дня — холодні (посоле і піноле).
Найбільш ґрунтовно вечеряли, за годину до заходу Сонця: тушковане м'ясо, якщо його не було, то боби з перцевим соусом та інші овочі. Чоловіки харчувалися першими і окремо від жінок. Столом служила циновка, яку розстеляли на землі. Після їжі мая обов'язково мили руки і прополіскували рота.
Їжа правителів була незрівнянно розкішніше, ніж їжа рядових членів маянського суспільства.

## Напої
Мая майже не використовувався для пиття звичайну воду. Замість цього було відомо безліч киселів, соків. Вживали різні напої, які виготовляли з маїсу, — ah thech cela, akalix (з незрілої кукурудзи), key'em (зі смаженої кукурудзи), koyem, aklix. Відомо також про напій з вареної кукурудзи, до якої домішували трохи індіанського перцю або какао, який пили холодним.
З безалкогольних напоїв був піноле — на кшталт киселю з обсмаженого кукурудзяного борошна з додаванням какао, кориці, ванілі та інших інгредієнтів. Сучасний варіант напою зустрічаються майже у всіх країнах Латинської Америки. Напій помоле готували з тіста (перед створенням тіста зерна маїсу підсмажували), яке розводили за допомогою згущеного соку фруктів.
Мая знали кілька рецептів слабоалкогольних напоїв, що готувалися шляхом ферментації. М'якоть маніока або маїсу жували і спльовувати в горщик. Коли набиралася достатня кількість, то в масу додавали воду і залишали на кілька днів. Загралу рідину проціджували і пили. Допускалися варіації у строках зброджування, пропорціях води і маніока, смакових та ароматичних добавках, температурі. З соку квіткового стебла агави також готували п'янкий напій та оцет. З агави готувалося і пульке.
З меду, змішаного з водою і настояного на корі дерева Lonchocarpus longistylus, виготовлявся головний п'янкий напій стародавніх мая — balche. Був дуже міцним і дуже смердючим. Його частіше застосовували при ритуальних церемоніях.
Найдорожчим і вишуканим напоєм було какао. Його вирощували тільки на півдні культури мая або завозили з Південної Америки, а значить боби какао були дорогі.

## Тютюн і наркотики
Мая палили тютюн після закінчення трапези. Тютюн змішували з розмеленим у порох вугіллям, квітами та іншими ароматичними рослинами. Суміш набивали у люльки, зроблені з очерету або з дорожчих матеріалів. Водночас тютюн, змішаний з крейдою та вапном, застосовували як зубну пасту.
Під час важливих церемоній та ритуалів представники вищих верств, особливо володарі і знать, вживали галюциногенні гриби, насамперед Psilocybe mexicana, щоб розмовляти з богами.